# Journal de l'agriculture, du commerce et des finances
Le Journal de l'agriculture, du commerce et des finances est un périodique publié sous l'Ancien Régime, de 1765 à 1783.

## Présentation
Le Journal de l'agriculture, du commerce et des finances est défini comme supplément mensuel à la Gazette du commerce. Il parait entre juillet 1765 et décembre 1783, avec des évolutions de titres. Il y a une interruption entre décembre 1774 et janvier 1778. Il s'agit d'une revue importante en volume : 187 volumes en tout. L’ensemble constitue un corpus de près de 33 000 pages. 
Les économistes, et les physiocrates sont parties prenantes dans le mouvement général en faveur de l’agriculture, mais les recherches agronomiques et réflexions en matière agricole émanent d’agronomes et de publicistes venus d’horizons variés. Le travail de rédaction se fait en lien avec les sociétés d'agriculture régionales. Les thèmes abordés sont vastes : la préparation des sols, les animaux, les végétaux, l’agriculture, la fiscalité et les finances, les poids et les mesures, la mendicité, les chemins, la navigation, les minéraux, etc.

## Histoire
Le Journal de l'agriculture, du commerce et des finances démarre en 1765. La préface du premier numéro annonce les orientations du journal. Le périodique publie un mémoire de Guillaume-François Le Trosne en faveur de la liberté du commerce ainsi que des textes favorables à la réglementation traditionnelle. Puis le journal va évoluer continuellement. 
La publication cesse en 1783.

## Directeurs de publication
- Pierre Samuel du Pont de Nemours
- Claude Yvon : 1766-?
- Thomas-François de Grace : 1766-1770
- Pierre-Joseph-André Roubaud : 1770-1774
- Hubert-Pascal Ameilhon : 1778-1781
- Abbé de Fontenai (1736-1806) : 1782-1783